# Laconisme
Un laconisme est une formule concise et frappante telle que celles par lesquelles les Spartiates de la Grèce antique avaient coutume de s'exprimer.
Cette concision s'accorde avec l'esprit militaire de Sparte, et n'est pas dénuée parfois d'une forme d'humour cassant, qui sait toucher avec précision le point faible des déclarations de l'interlocuteur, comme l'a noté Socrate.
Les laconismes comprennent quelques phrases passées à la postérité, dont l'un des exemples les plus fameux est la réponse de Léonidas au roi des Perses Xerxès, lorsque celui-ci lui offre de lui laisser la vie sauve, à lui-même et à ses hommes, à condition qu'ils rendent leurs armes. La brève réponse du roi de Sparte est en effet : « Viens les prendre » (« Μολὼν λαϐέ »).

## Origine et diffusion du laconisme
Le mot « laconisme » vient du nom Laconie (en grec ancien Λακωνική / Lakônikê), qui désigne la région située à l'extrême sud-est de la péninsule du Péloponnèse, et dont la capitale est Sparte. Son nom ancien est Lacédémone (Λακεδαίμων / Lakedaimôn), nom qu'Homère donne indifféremment à la région ou à sa capitale.
La philosophie du laconisme et ses formules lapidaires ont été transmises au cours des siècles au travers des écrits de philosophes grecs tels que Socrate et Plutarque. Ce dernier a écrit ou inspiré les Apophtegmes laconiens (Ἀποφθέγματα Λακωνικά - Apophthegmata Laconica), inclus dans le tome III des Œuvres morales.

## Place dans la culture spartiate
Le laconisme, cette manière d'exprimer une idée en quelques mots seulement, s'accorde avec la réputation d'austérité des Spartiates. L'intérêt peut en être l'efficacité (comme c'est le cas avec le vocabulaire militaire), les aspects philosophiques (en particulier pour les penseurs qui croient au minimalisme, tels que les stoïciens), ou pour couper court à de longues déclarations ampoulées ou jugées insolentes. Ainsi, selon Plutarque :

« On apprenait aux enfants à mêler, dans leurs propos, le piquant et la grâce, à enfermer beaucoup de sens en peu de mots. Lycurgue avait donné à la monnaie de fer, je l'ai dit, peu de valeur et un grand poids ; avec la monnaie de la langue il fit l'inverse ; il la contraignit à rendre un sens riche avec des mots simples et peu nombreux ; l'usage abondant du silence devait donner aux enfants concision et circonspection dans leurs réponses. »

Les Spartiates étaient particulièrement connus pour leur humour cassant, l'« humour laconique ». Celui-ci contraste avec le « sel attique », ou l'esprit attique, la forme d'humour raffinée et délicate du principal rival de Sparte, Athènes. On raconte qu'un jour, quelqu'un eut le malheur de dire devant un Spartiate alors que tous deux regardaient un bas-relief représentant des Athéniens égorgeant des guerriers ennemis : « Quels braves sont ces Athéniens ! » Et l'autre répondit : « Oui, mais seulement en peinture ».

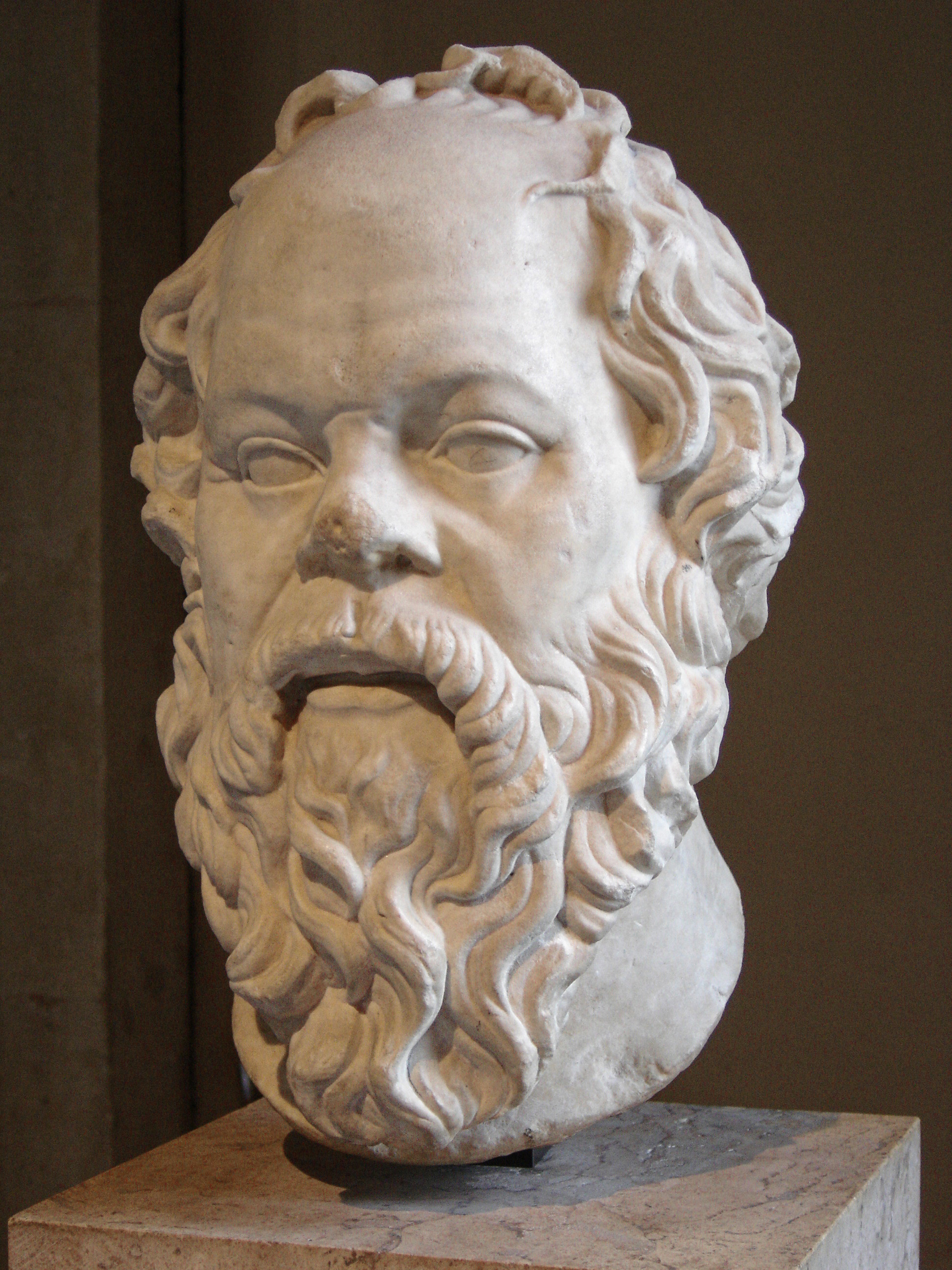
Portrait de Socrate, admirateur du laconisme spartiate. Œuvre romaine du Ier siècle (musée du Louvre).

Les Spartiates s'intéressaient moins que les autres Grecs au développement de l'éducation, aux arts, et à la littérature. Certains y voient l'une des causes qui ont contribué à la concision caractéristique de leur façon de s'exprimer. Cependant, dans le Protagoras de Platon, Socrate semble rejeter l'idée que l'économie de mots des Spartiates n'ait pour origine que l'insuffisance de leur éducation : 

« Ils dissimulent leur sagesse, et prétendent n'être que des lourdauds, de façon à ne paraître supérieurs que grâce à leurs prouesses au combat... Voici comment vous pouvez vous convaincre que je suis dans le vrai et que les Spartiates sont les mieux formés à la philosophie comme à la rhétorique : si vous parlez à n'importe quel Spartiate ordinaire, il peut sembler stupide, mais à la fin, comme un archer habile, il vous décochera quelque brève remarque qui vous prouvera que vous n'êtes qu'un enfant. »

Socrate est d'ailleurs un admirateur des lois de Sparte, comme beaucoup d'autres Athéniens ; cependant, les spécialistes modernes ont émis quelques doutes sur le sérieux de ses remarques dans le passage précédemment cité, au sujet de l'amour porté par les Spartiates à la philosophie. Néanmoins, deux Spartiates, Myson de Chénée et Chilon de Sparte comptent traditionnellement parmi les Sept sages de Grèce, à qui sont attribués de savoureux dictons.

## Exemples de laconisme

### Laconismes attribués à Lycurgue

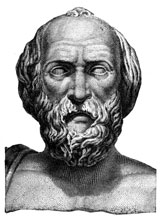
Portrait de Lycurgue.

Un trait d'esprit attribué à Lycurgue, l'illustre législateur de Sparte, est sa réponse à une proposition d'y instaurer la démocratie : « Commencez par votre propre famille ».
On rapporte qu'en une autre occasion, quelqu'un demande à Lycurgue pourquoi Sparte offre aux dieux des sacrifices aussi peu considérables. À quoi Lycurgue répond : « De manière qu'il nous reste toujours quelque chose à offrir ».
Alors qu'on lui demande quel genre d'exercices physiques et d'arts martiaux il approuve, Lycurgue répond : « Tous les types, excepté ceux où vous tendez la main ».
Lorsqu'on le consulte sur la façon dont les Spartiates peuvent au mieux prévenir l'invasion de leur patrie, Lycurgue conseille : « En restant pauvres, et en faisant que chaque homme ne désire pas posséder plus que son camarade ».
Quand on lui demande s'il serait bon de construire une enceinte défensive autour de la cité, la réponse de Lycurgue tombe : « Une ville bien défendue est celle qui est entourée d'un mur d'hommes, et non d'un mur de briques ».

### Laconismes attribués à Léonidas et à ses proches

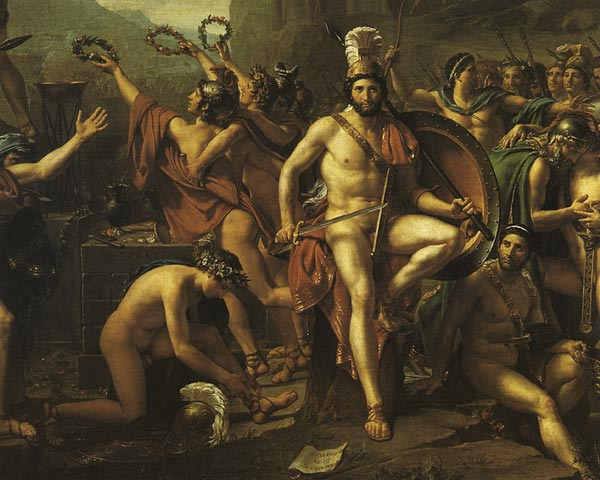
Léonidas aux Thermopyles, tableau de Jacques-Louis David, 1814 (Musée du Louvre).

#### Léonidas
Lorsque Léonidas se charge de défendre l'étroit passage dans la montagne aux Thermopyles, avec seulement 7 000 hommes pour retarder l'avancée de l'armée d'invasion perse, le roi des Perses Xerxès lui offre d'épargner ses hommes et lui-même s'ils rendent leurs armes. La réplique fameuse de Léonidas tombe en deux mots : « Molôn labé » (« μολὼν λαϐέ »), « Viens les prendre ». C'est aujourd'hui la devise du 1er corps d'armée de la Grèce.
Alors qu'on lui demande pourquoi il s'apprête à affronter une armée aussi immense avec aussi peu d'hommes, Léonidas répond : « Si c'était les effectifs qui importaient, toute la Grèce ne suffirait pas à égaler ne serait-ce qu'une petite partie de leur armée ; mais si c'est le courage qui compte, alors ce nombre est suffisant ».
Quand on lui repose une question similaire, il réplique : « J'ai tous les hommes qu'il me faut, puisqu'ils vont tous mourir »,,.
Au matin du troisième et dernier jour de la bataille, Léonidas, sachant qu'ils étaient encerclés, encourage ainsi ses hommes : « Mangez bien, car ce soir, nous dînons aux Enfers ».

#### Ses hommes
Hérodote rapporte un autre incident, qui précède la bataille des Thermopyles. On vient apprendre au Spartiate Dienekes que les archers perses sont si nombreux que lorsqu'ils tirent leurs volées de flèches, celles-ci forment un nuage qui cache le soleil. Il réagit en disant : « Tant mieux ! Nous allons nous battre à l'ombre ! ». Aujourd'hui, la phrase de Dienekes est devenue la devise de la 20e division blindée de l'armée grecque (grec moderne : « καλύτερα, θα πολεμήσουμε υπό σκιά »).
Avant la bataille, Léonidas demande à un Spartiate de porter à Sparte les nouvelles ultimes du combat ; l'homme refuse en disant : « Je suis ici pour me battre, pas pour servir de messager. » Le roi fait alors la même demande à un autre Spartiate, qui lui rétorque : « Je ferais mieux mon devoir en restant ici, et de cette façon, les nouvelles seront meilleures ».

#### Sa femme, Gorgô, reine de Sparte
Lorsque son mari Léonidas part affronter les Perses aux Thermopyles, Gorgô, reine de Sparte, lui demande ce qu'il est de son devoir de faire. Il lui conseille : « Épouse un homme de valeur, et donne-lui des enfants de valeur »,.
Quand une femme de l'Attique lui demande : « Pourquoi vous, les femmes de Sparte, êtes-vous les seules qui puissiez commander à des hommes », Gorgô lui répond : « Parce que nous sommes aussi les seules à donner naissance à des hommes ».

### Autres laconismes attribués à des Spartiates
Au guerrier qui part au combat, les mères ou les femmes de Sparte tendent son bouclier avec ces mots : « Avec lui, ou sur lui ! » (grec ancien : « Ἢ τὰν ἢ ἐπὶ τᾶς » (ḕ tàn ḕ epì tâs), « Reviens (victorieux) avec ton bouclier, ou (mort) sur lui ».
Lorsqu'on lui demande pourquoi la liste des lois spartiates est si courte, le roi Charilaos rétorque : « Les hommes de peu de mots ont besoin de peu de lois ».
Agacé par quelqu'un qui lui demandait qui était le Spartiate le plus exemplaire, le roi Démarate répond : « Celui qui te ressemble le moins ».
Lorsque les Perses envoient des ambassadeurs à Sparte pour exiger le traditionnel symbole de reddition, c'est-à-dire de la terre et de l'eau, les Spartiates les jettent au fond d'un puits profond, en leur criant qu'une fois arrivés en bas, ils n'auraient qu'à « creuser eux-mêmes ».
À quelqu'un qui, voyant une peinture qui montrait des Athéniens égorger des Spartiates, s'extasiait en disant « Quels vaillants hommes que ces Athéniens », un Spartiate répond brièvement « Oui. En peinture »,.

### Laconisme le plus court
Un exemple fameux de laconisme particulièrement bref eut lieu après la bataille de Chéronée (338 av. J.-C.), qui conclut la période d'émergence de la Macédoine sous Philippe II, et est relaté par Plutarque.
Philippe II demanda à Sparte s’il devait venir en ami ou en ennemi.
En réponse, il reçut : « Aucun des deux. »,,.
Philippe II envoya alors à Sparte le message suivant : « Si j'envahis la Laconie, je vous expulserai. »
La réponse spartiate tient en un mot : « Si. »,,.

### Laconismes non laconiens
Les formules lapidaires et frappantes des Spartiates ont trouvé pour écho d'autres formules historiques également marquantes, par leur brièveté et leur portée :
- Lorsque les hommes de Lasthénès, un des deux chefs de la cavalerie olynthienne qui ont livré leur ville à Philippe II de Macédoine en 348 av. J.-C.[24], s'offusquent d'être qualifiés de traîtres par les Macédoniens, leur chef leur explique que ces Macédoniens sont des gens rudes et rustiques qui « appellent un chat un chat (en) »[Note 3].
- Le prix particulièrement lourd payé pour défaire les Romains lors de la Bataille d'Ausculum (279 av. J.-C.) pousse Pyrrhus à répondre aux félicitations qui lui sont adressées pour cette victoire par un bref « Nous sommes condamnés si nous gagnons encore une bataille » (« Une seule victoire de ce genre et notre cause est perdue », en grec ancien, Ἂν ἔτι μίαν μάχην νικήσωμεν, ἀπολώλαμεν, Án éti mían máchēn nikḗsōmen, apolṓlamen)[25],[26].
- Après l'exécution des conspirateurs de la conjuration de Catilina en 62 av. J.-C., Ciceron annonce « Vixerunt », « ils ont vécu » (c'était là en fait une formule destinée à éviter le mauvais sort, en évitant de prononcer le mot « mort »).
- Lorsque Jules César mène son armée au-delà du Rubicon, au nord de l'Italie, en 49 av. J.-C., marquant ainsi le début de la guerre civile de César, on affirme qu'il dit alors en grec, Les dés en sont jetés !, citant Ménandre (en grec, Anerríphtho kúbos (ἀνερρίφθω κύβος) ; en latin : Alea iacta est)[27].
- Jules César immortalise sa rapide victoire sur Pharnace II lors de la bataille de Zéla en 47 av. J.-C., avec ce bref message au Sénat romain, Veni, vidi, vici (« Je suis venu, j'ai vu, j'ai vaincu »)[28].
- L'un des plus récents est le  Nuts ! lancé en décembre 1944 par le général américain Anthony McAuliffe aux Allemands qui le sommaient de se rendre lors du siège de Bastogne.

## Le laconisme dans la culture populaire
- La Bataille des Thermopyles, film américain de Rudolph Maté, sorti en 1962 aux États-Unis, et qui relate le combat des Spartiates contre l'armée perse aux Thermopyles, met dans la bouche du roi Léonidas à la fois sa célèbre réplique (« Viens les prendre ») et celle de Dienekes (« Tant mieux ! Nous combattrons à l'ombre ! »).
- 300, le film de 2007 de Zack Snyder, met la phrase de Dienekes dans la bouche du personnage de fiction Stelios, en réponse, non à la phrase d'un autre Grec, mais à une moquerie des Perses. On y trouve également le laconisme de Gorgô, en réponse à un messager perse. Les Perses sont d’ailleurs précipités dans un puits profond, après avoir demandé l'offrande symbolique de reddition dite « de la terre et de l’eau ». La phrase « Avec lui ou sur lui » (en parlant de son bouclier) y est prononcée par Gorgô au moment où Léonidas quitte Sparte.